# Иван Андрейчин
Иван Стоянов Андрейчин е български литературен и театрален критик, поет, белетрист, драматург и преводач.

## Биография
Роден е в Габрово на 1 май 1872 г. Получава гимназиално образование в Габрово, след което учителства във Враца. Следва литература във Франция. Работи като прогимназиален и гимназиален учител по френски език и българска литература в София (1898–1927). До 1912 г. ежегодно посещава Франция, където слуша лекции по литература. През 1913 г. става председател на новоучредения Съюз на българските писатели. През 1915–1919 г. живее в Швейцария. Участва в Първото международно сдружение на прогресивните писатели „Кларте“, основано от Анри Барбюс през 1919 г. След завръщането си в България, до 1927 г. е учител.
Като ученик през 1888 г. печата свои преводи на руски поети в сп. „Библиотека „Св. Климент“ и „Искра“. Сътрудничи редовно на сп. „Мисъл“ и участва в редактирането му. Издава символистичните списания „Из нов път“ (1907–1910) и „Бисери“ (1911–1914); главен редактор е на първата годишнина (1908–1909) на сп. „Барабан“; редактира в. „Свободна мисъл за литература, театър, изкуство и критика“ (1921). Печата и в списанията „Ден“, „Илюстрация Светлина“, „Дело“, „Българска сбирка“, „Ново време“, „Художник“, „Ново общество“, „Съвременник“, „Съвременна мисъл“, „Начало“, „Художествена култура“, „Литературна беседа“, в. „Нов живот“, „Свободно слово“ и др.
Иван Андрейчин е поет, разказвач, литературен критик и теоретик, театрал, преводач, съставител на популярни сборници с преводна поезия, проза и драматургия. Започва литературната си дейност с реалистични, социално ангажирани стихове и разкази. В края на ХIХ и началото на ХХ в. еволюира към символизма. „Из нов път“ е първото типично символистично българско списание. В него Андрейчин помества едни от първите манифести на българския символизъм: „Из нов път. Литературен манифест“, „Декадентство и символизъм“, „Анекдот и символ“.
Съставя сборници и антологии, добили широка известност в България: „Из чуждата книжнина. Литературен сборник от преведени разкази, драми, поеми, стихотворения и изречения“ (1898); „Вечеринки и утра“ (т. 1–4, 1903–11; т. 1–2, 1930–31); „Цветя от всички полета. Малки шедьоври из всемирната литература“ (1910); „Любов и страдание. Най-хубавите любовни поеми от всички времена и народи“ (1926); „Любовта пряко времената. Най-хубавите любовни поеми от всички времена и народи“ (1926); „Театър за малките. Сборник от пиеси, монолози, диалози, хумор и сатира…“ (1931).
Превежда „Капитанска дъщеря“ от А. С. Пушкин, „Тарас Булба“ от Н. В. Гогол, „Пелеас и Мелизанда“ и „Княгиня Малена“ от М. Метерлинк, „Веселият човек“ от О. Марден, „Скитникът под звездите“ от Дж. Лондон, „Приказки“ от Х. Кр. Андерсен, „Давид Коперфилд“ от Ч. Дикенс, романи от М. Рид и др.
На 26 юли 1929 г. в София писателят е арестуван и осъден по обвинение в педофилия.
Умира на 15 февруари 1934 г. в София след като се отравя със сънотворни. 

## Съчинения
- Мамо, защо се бият хората, 1895.
- Навеяни мисли: Стихотворни мотиви. 1895 (1896).
- Първата крачка. 1896.
- Любов и мъка: Случайни стихове. 1898
- Първата стъпкал 1898.
- Драматически етюди. 1902.
- Песни: Нови стихове. 1902.
- Книгата и животът: Лит.-общ. бележки. 1903.
- В мълчанието на нощта: Мозайки. 1905.
- Христо Ботйов: Литературна мозайка. 1906 (1909).
- Книга за любовта и за жената. 1910.
- Книга за театъра: Истор., теорет. и крит. бележки. 1910.
- Книга за любимата: Поеми в проза и стихове. 1914 (1919).
- Целувка. 1919.
- Из най-хубавите любовни писма. 1919.
- Градина на милувките: Мавритански касиди. 1919 ([1919-1920])
- Слепец и Чудото на кръвта. разкази. 1923
- Песни за нея. Представен, [предг.] от Николай Ликовски. 1996.